# Guillaume de Luxembourg (1981)
Pour les articles homonymes, voir Guillaume de Luxembourg et Guillaume.
Titres
Lieutenant-représentant du Grand-Duc de Luxembourg
Depuis le 8 octobre 2024
(7 mois et 12 jours)
Grand-duc héritier de Luxembourg
Depuis le 18 décembre 2000
(24 ans, 5 mois et 2 jours)
Conseiller d'État
10 juin 2005 – 8 octobre 2024
(19 ans, 4 mois et 28 jours)
Le prince Guillaume de Nassau, né le 11 novembre 1981 à Luxembourg, grand-duc héritier de Luxembourg, est le fils aîné du grand-duc Henri et de la grande-duchesse María Teresa. Il est le premier dans l'ordre de succession au trône du grand-duché de Luxembourg. Il s'est marié le 20 octobre 2012 avec la comtesse Stéphanie de Lannoy.
Depuis le 8 octobre 2024, il est lieutenant-représentant du grand-duc.

## Biographie

### Jeunesse
Il est né le 11 novembre 1981 à la maternité Grande-Duchesse Charlotte. Il a trois frères (Félix, Louis et Sébastien) et une sœur (Alexandra).
Après ses primaires à l'école publique de Lorentzweiler, le prince effectue ses études secondaires au lycée Robert-Schuman à Luxembourg et au collège alpin Beau Soleil en Suisse, où il obtient son baccalauréat. Enfant, il était membre de la chorale des Pueri Cantores à Luxembourg.
Dans le domaine caritatif, il a participé en 1997 à un projet de reboisement mené au Népal par la Fédération Nationale des Eclaireurs et Eclaireuses du Luxembourg (FNEL), une des deux fédérations du mouvement scout luxembourgeois, et en 1999 à une mission caritative à Aguascalientes au Mexique.
À l'automne 2000, il obtient, à l'âge de dix-neuf ans, son premier rôle officiel : la présidence du conseil d'administration de la fondation Kräizbierg pour les personnes handicapées.

### Grand-duc héritier
À la suite de l'accession au trône de son père, il est investi officiellement grand-duc héritier de Luxembourg le 18 décembre 2000 lors d'une cérémonie au palais grand-ducal.
En 2001, il accorde son haut patronage à l'Orchestre d'harmonie des jeunes de l'Union européenne, qui siège à Luxembourg et a pour mission de promouvoir les jeunes musiciens talentueux en Europe. Il devient aussi président d'honneur du Board of Economic Development et a déjà mené des missions économiques en Corée du Sud, en Italie, en Russie, au Canada et aux États-Unis.
Au cours de l'année académique 2001-2002, le grand-duc héritier suit une formation d'officier à l'Académie royale militaire de Sandhurst (Royaume-Uni). À la fin de sa formation, il est nommé au grade de lieutenant dans l'armée luxembourgeoise par un arrêté grand-ducal du 25 juillet 2002. En décembre 2002, il prête le serment d'officier de l'armée luxembourgeoise au Centre militaire de Diekirch en présence de sa famille et des autorités du pays. Le grand-duc héritier est également chevalier de l'ordre du Lion d'Or de Nassau.
Après sa formation militaire, il entreprend des études universitaires de politique internationale en Grande-Bretagne et en Suisse. Il intègre ensuite l'Institut Albert le Grand, formation (bac + 3) en Lettres et Sciences politiques de l'IRCOM à Angers (en France), dont il sort diplômé. Il a, par ailleurs, effectué un stage en 2003 à l'Union Chimique Belge et un stage en 2004 à la Deutsche Bank à Londres.

Monogramme de Guillaume et Stéphanie de Luxembourg.

Du 10 juin 2005 à sa nomination comme lieutenant-représentant en 2024, le prince Guillaume est membre du Conseil d'État du Luxembourg, ce qui lui permet d'être associé à la vie politique du pays. Dans le domaine sportif, il accorde son haut patronage à la Fédération du sport cycliste luxembourgeois.
À l'occasion du vingt-cinquième anniversaire du prince Guillaume en 2006, le Luxembourg émet une pièce commémorative de 2 euros, où son effigie apparaît aux côtés de celle de son père.
En 2017, le prince Guillaume est nommé membre du conseil d'administration de la Fondation du Scoutisme mondial (World Scout Foundation), dont il devient président en 2022.
Le 4 octobre 2019, il prend la relève de son grand-père comme chef des scouts luxembourgeois en prêtant serment sur la Kinnekswiss, en plein centre de la ville de Luxembourg.
En septembre 2018, le grand-duc héritier et son épouse s'installent à Londres. Guillaume suit un cycle de formation post-universitaire au Royal College of Defence Studies. Créé en 1927, il accueille chaque année une centaine de personnalités provenant de plus de 50 pays, et dispense des cours de relations internationales, géopolitique et management destinés à des futurs postes à hautes responsabilités. Stéphanie profite de leur installation à Londres pour suivre une formation en histoire de l'art au Sotheby's Institute.
Il est par ailleurs considéré par les légitimistes français comme trente-septième dans l’ordre de succession au trône de France.
Le 23 juin 2024, à l'occasion de la fête nationale, son père, le grand-duc Henri, annonce qu'il nommera le prince Guillaume au rang de lieutenant-représentant en octobre, première étape du transfert des pouvoirs grand-ducaux ouvrant la voie à l'abdication du monarque. La cérémonie d'investiture se tient le 8 octobre au palais grand-ducal puis à la Chambre des députés. Le 24 décembre, le grand-duc annonce dans son discours de Noël la date du 3 octobre 2025 pour son abdication et la passation de pouvoir à Guillaume,. 
S'il choisit de conserver son prénom de naissance lors de son accession au trône, il règnera sous le nom de Guillaume V.

### Mariage et descendance
Le 26 avril 2012, le maréchalat de la Cour grand-ducale annonce les fiançailles du grand-duc héritier Guillaume avec la comtesse Stéphanie de Lannoy. Le mariage civil est célébré le 19 octobre 2012 à Luxembourg et le mariage religieux le 20 octobre 2012,,.
Guillaume et Stéphanie sont les parents de deux garçons, bénéficiant du traitement d'altesse royale :
- le prince Charles Jean Philippe Joseph Marie Guillaume, prince de Nassau et de Bourbon-Parme, né le 10 mai 2020 à Luxembourg[11],[12] ;
- le prince François Henri Luis Marie Guillaume, prince de Nassau et de Bourbon-Parme, né le 27 mars 2023 à Luxembourg[13].

#### Cousinage avec Stéphanie
Ils sont tous deux descendants de Charles Marie Raymond d'Arenberg, 5e duc d'Arenberg, et de Louise-Marguerite de La Marck. Ils ont en outre plusieurs milliers d'autres liens de parenté plus éloignés que le précédent.

## Titulature
- 11 novembre 1981 - 18 décembre 2000 : Son Altesse Royale Guillaume de Nassau, prince de Luxembourg, prince de Nassau et de Bourbon-Parme (naissance) ;
- depuis le 18 décembre 2000 : Son Altesse Royale le grand-duc héritier de Luxembourg, duc héritier de Nassau et prince de Bourbon-Parme.

## Autres informations
Le grand-duc héritier Guillaume est le parrain de trois enfants :
- le prince Emmanuel de Belgique (né le 4 octobre 2005), fils du roi Philippe de Belgique et de la reine Mathilde ;
- la princesse Ariane des Pays-Bas (née en 2007), fille du roi Willem-Alexander des Pays-Bas et de la reine Máxima ;
- son neveu le prince Noah de Nassau (né en 2007), fils du prince Louis de Luxembourg et de Tessy Antony.

Ses loisirs sont le piano, les sports nautiques, le ski, le tennis, le scoutisme et la lecture d'autobiographies et de romans historiques.

## Honneurs
- Chevalier de l'ordre du Lion d'or de la maison de Nassau[15]
- Grand-croix de l'ordre d'Adolphe de Nassau[15]
- Grand officier de la Légion d'honneur (2015)[15]
- Grand-croix de l'ordre de la Couronne de chêne[16] (promotion 2012).
- Grand-croix de l'ordre de la Couronne.
- Docteur honoris causa de la Miami University Dolibois European Center (2018)[15]
- Commandeur de l'ordre national du Lion du Sénégal (2023)[17]